# Claudio Morel Rodríguez
Claudio Marcelo Morel Rodríguez (Assunção, 2 de fevereiro de 1978) é um ex-jogador de futebol paraguaio.

## Vida pessoal
É filho de Eugenio Morel, artilheiro e campeão da Copa América de 1979 com o Paraguai.

## Carreira

### San Lorenzo
Começou no San Lorenzo, um dos clubes defendidos pelo pai. Ficou seis anos na equipe, integrando os elencos campeões da Copa Mercosul de 2001 e da Copa Sul-Americana de 2002, os primeiros títulos internacionais oficiais dos azulgranas.

### Boca Juniors
Em 2004, transferiu-se ao Boca Juniors, onde também passaria seis anos. No período, obteve outras duas Copas Sul-Americanas e participou também da campanha da sexta Copa Libertadores conquistada pelos xeneizes, dentre outros títulos.

### Deportivo
No ano de 2010, em meio à Copa do Mundo da África do Sul, foi negociado com o Deportivo La Coruña, porém, acabaria rebaixado.

### Independiente
Em 2012, acertou com o Independiente. Fez sua estreia contra o Newell's Old Boys numa vitória por 3 a 1. Morel Rodríguez logo caiu nas graças da torcida,  chegou a ser Capitão da equipe num jogo contra a equipe do Liverpool-URU partida válida pela Copa Sul-Americana.
Em 2014 terminou seu contrato com a equipe argentina.

### Sol de América
Em agosto de 2014, ele assinou seu primeiro contrato com uma equipe Paraguaia mais precisamente o Sol de América para a disputa do Campeonato Paraguaio. Em Dezembro após o fim do campeonato, ele rescindiu seu contrato com o clube.

### 12 de Octubre
Em Março de 2015 ele assinou com o 12 de Octubre porém em 2016 deixou a equipe para juntar-se ao Sarmiento de Leones da Argentina, outra equipe de onde se despediu precocemente em 2017 para defender o Maderense também da Argentina. Desde 2018 defende o Racing de Madariaga.

## Títulos
San Lorenzo
- Copa Sul-Americana: 2002.
- Copa Mercosul: 2001.
- Campeonato Argentino: 2001.

Boca Juniors
- Copa Libertadores: 2007.[1]
- Copa Sul-Americana: 2004 e 2005.
- Recopa Sul-Americana: 2005, 2006 e 2008.
- Campeonato Argentino: 2005, 2006 e 2008.

Deportivo La Coruña
- Liga Adelante: 2012